# Eleanor McEvoy
Eleanor McEvoy (ur. 22 stycznia 1967) – irlandzka wokalistka, instrumentalistka, kompozytorka i autorka tekstów.
Recenzenci muzyczni uznają Eleanor McEvoy za jedną z najwybitniejszych współczesnych artystek irlandzkiej sceny. Jej działalność estradowa zaowocowała licznymi nagrodami. Wśród jej kompozycji znajdują się takie przeboje, jak Sophie, A Glass Unkissed, czy Whisper A Prayer To The Moon – a także utwory pisane dla potrzeb filmu i popularnych seriali telewizyjnych. Jest autorką i kompozytorką piosenki Only a Woman’s Heart, tytułowego utworu albumu A Woman's Heart, który zyskał miano najlepiej sprzedającej się płyty w historii irlandzkiej fonografii. Twórczość muzyczną łączy McEvoy z działalnością charytatywną, angażując się w takie projekty pomocowe jak Oxfam, czy Tuesday’s Child. Artystka jest członkinią zarządu organizacji Irish Music Rights Organisation zajmującej się ochroną praw autorskich. Przed polską publicznością wystąpiła po raz pierwszy we wrześniu 2008 roku: jej koncerty były efektem współpracy artystki z zespołem Banana Boat i odbyły się w ramach festiwalu World Fusion Music Festival – Euroszanty&Folk 2008 w Sosnowcu.

## Życiorys
Edukację muzyczną Eleanor McEvoy podjęła w wieku czterech lat, kiedy rozpoczęła naukę gry na fortepianie. Wkrótce potem – jako ośmiolatka – zaczęła grać także na skrzypcach. Jej muzyczne fascynacje, rozwijane przez cały okres szkolny, okazały się trwałe: ukończywszy szkołę średnią, McEvoy wstąpiła do Trinity College w Dublinie, gdzie podjęła studia muzyczne. Jako studentka – uzupełniała prywatny budżet grywając wieczorami w orkiestrach i klubach muzycznych. Ukończywszy Trinity College uzyskując dyplom z wyróżnieniem, artystka wyjechała do Nowego Jorku. Czteromiesięczny pobyt w Stanach Zjednoczonych to okres przygodnych występów, który zakończył się, kiedy McEvoy otrzymała propozycję podjęcia stałej pracy w Irlandii. W roku 1988 Eleanor McEvoy została przyjęta do zespołu Irlandzkiej Narodowej Orkiestry Symfonicznej, gdzie pracowała przez cztery lata zanim zdecydowała się podjąć niezależną działalność artystyczną – już jako kompozytorka własnych utworów i twórczyni własnych tekstów. Zrezygnowawszy z pracy w orkiestrze, wraz z nowo założonym zespołem – w którego skład wchodzili basista Jim Tate, perkusista Noel Eccles a później także gitarzysta Bill Shanley – Eleanor McEvoy zaczęła stopniowo pozyskiwać publiczność dublińskich klubów.
W lipcu 1992 roku, podczas jednego z solowych koncertów, McEvoy wykonała na scenie nowy utwór własnego autorstwa, zatytułowany Only a Woman’s Heart. Obecna wśród publiczności Mary Black, liderka zespołu, z którym wykonawczyni ówcześnie współpracowała, zwróciła szczególną uwagę na ten utwór. Black złożyła artystce propozycję, by zgodziła się włączyć piosenkę do płytowej antologii twórczości irlandzkich wykonawczyń. Eleanor McEvoy wyraziła na to zgodę – i wkrótce na półki sklepów muzycznych trafił album, któremu producenci – zainspirowani utworem McEvoy – nadali tytuł A Woman's Heart. Piosenka Only a Woman’s Heart znalazła się też na singlu promującym cały projekt. Tydzień, w którym ukazała się płyta, okazał się zresztą dla Eleanor McEvoy wyjątkowo fortunny: wśród słuchaczy przybyłych na koncert artystki w dublińskim klubie The Baggot Inn obecny był także Tom Zutaut, reprezentujący wytwórnię Geffen Records – wydawcę i producenta płyt takich zespołów, jak Guns N’ Roses, Mötley Crüe, czy Edie Brickell. Zainspirowany jej muzyką, Zutaut zaoferował McEvoy kontrakt nagraniowy, który dał artystce możliwość wejścia w grono muzyków o międzynarodowej pozycji. Komercyjny sukces albumu A Woman's Heart, który okazał się wkrótce bestsellerem na skalę światową znacznie przyspieszył ten proces: sprzedano bowiem ponad ćwierć miliona egzemplarzy płyty, która do dziś stanowi najlepiej sprzedający się album w historii muzyki irlandzkiej.
W lutym 1993 roku ukazał się debiutancki, pełnowymiarowy album zatytułowany Eleanor McEvoy, do którego utwory artystka nagrała w Windmill Lane Studios. Wkrótce potem wyruszyła w trasę koncertową po Stanach Zjednoczonych, Azji i Europie. Powrót do Irlandii przyniósł Eleanor McEvoy kolejny triumf: artystka została bowiem uhonorowana serią nagród irlandzkiego przemysłu muzycznego i świata rozrywki – Best New Artist Award, Best New Performer Award, oraz Best Songwriter Award.
Kiedy artystka rozpoczęła przygotowania do napisania drugiego albumu, Tom Zutaut rozstał się z Geffen Records. Wkrótce potem amerykańska wytwórnia Columbia zaproponowała jej konktrakt płytowy i Eleanor McEvoy przystała na zaoferowane jej warunki. Nowa płyta, o nieco ostrzejszym niż debiutancki album brzmieniu, której ostateczny tytuł brzmiał What's Following Me? ukazała się w roku 1996. Singiel Precious Little trafił na amerykańskie listy przebojów radiowych, dzięki czemu McEvoy zdobyła sobie na rynku muzycznym USA niezbędną pozycję wyjściową do tego, by planowana amerykańska trasa koncertowa promująca płytę mogła przynieść jej sukces. W wyniku tych działań, Eleanor McEvoy została zaproszona do współudziału w tworzeniu ścieżek dźwiękowych do kilku filmów pełnometrażowych i seriali telewizyjnych (zob. poniżej). W Irlandii jednak solowe projekty artystki pozostawały wciąż jeszcze w cieniu gigantycznego sukcesu bestsellerowego krążka A Woman's Heart. Fani wielkiego przeboju żywili dosyć mieszane uczucia wobec charakterystycznych dla drugiego albumu elementów rocka; ci zaś, którzy potencjalnie mogliby identyfikować się z przesyconymi jednocześnie słodyczą i goryczą tekstami Eleanor McEvoy, których fascynowała zmysłowość jej głosu lub którym mogłyby odpowiadać głośne partie gitarowe – pominęli album milczeniem.
Trzecią płytę, zatytułowaną Snapshots, Eleanor McEvoy wydała w roku 1999. Głównym założeniem artystki było stworzenie albumu, który w większym stopniu niż tylko charakterystyczne brzmienie utworów, eksponowałby ich warstwę tekstową. Aby osiągnąć taki cel, McEvoy podjęła współpracę z legendarnym producentem Rupertem Hinem, (który pracował uprzednio z takimi artystami, jak Stevie Nicks, Tina Turner, Suzanne Vega, czy Duncan Sheik). Twórczyni nagrała Snapshots w zamku Ruperta – “Chateau de la Tour de Moulin” – i w Metropolis Studios w Londynie. Szczególne wykorzystanie sampli perkusyjnych w istotny sposób odróżniło brzmienie nowej płyty od tego, jakie charakteryzowało muzykę McEvoy uprzednio. Choć album wywołał entuzjastyczne reakcje recenzentów i w Ameryce i w Europie, choć zwracano uwagę na niezwykły emocjonalny ładunek nowej twórczości McEvoy i na wagę podnoszonych przez nią problemów społecznych, wytwórnię Columbia Records – nieprzygotowaną na radykalną zmianę stylu – transformacja artystki zaniepokoiła, skutkiem czego we wzajemne relacje wkradło się napięcie. Mimo wszystko jednak, publikacja Snapshots w lecie 1999 roku pociągnęła za sobą promocyjną trasę koncertową po USA, w trakcie której na 24 koncerty wysprzedano wszystkie bilety. Już w marcu 2000 McEvoy ruszyła w kolejną trasę – Snapshots Unplugged – której punktem kulminacyjnym był koncert w Boulder w stanie Kolorado. W trasie towarzyszła jej formacja E Town Band, gdzie McEvoy występowała w duecie z Richardem Thompsonem.
Końcówka lat dziewięćdziesiątych to okres rosnącego zniechęcenia Eleanor McEvoy do zagmatwanych biurokratycznych struktur wielkich wytwórni. Columbia wykupiła prawa do jej pierwszej płyty (zatytułowanej Eleanor McEvoy) od Geffen Records, jednak nie zdecydowała się na jej reedycję. Ponieważ kolejne albumy – What’s Following Me oraz Snapshots – nie przyniosły spodziewanego komercyjnego sukcesu, w publicznej percepcji (szczególnie w Irlandii) styl artystki zaczęto lokować w nieokreślonej wyraziście przestrzeni pomiędzy rockiem a folkiem, przy czym wielu wielbicieli muzyki i kolekcjonerów płyt wciąż jeszcze kojarzyło nazwisko Eleanor McEvoy z albumem A Woman’s Heart i z licznymi inkarnacjami tytułowego utworu. Coraz częściej też zaczęła artystka podejmować współpracę w ramach projektów zewnętrznych. Na przykład, w skład albumu Berta Jansha zatytułowanego People On The Highway – A Bert Jansch Encomium weszła specjalnie na tę płytę nagrana przez McEvoy wersja utworu tego twórcy Where Did My Life Go?, poświęconego Sandy Denny. Wśród artystów uczestniczących w projekcie znalazły się takie postaci, jak Al Stewart, Roy Harper, Bernard Butler, Donovan i Ralph McTell.
U progu nowego millennium Eleanor McEvoy ostatecznie odstąpiła od współpracy z wielkimi wytwórniami i podjęła decyzję, by czwartą płytę wydać samodzielnie – a tym samym wstąpić na ścieżkę niezależnej działalności artystycznej. Publikacja albumu Yola okazała się punktem zwrotnym w karierze irlandzkiej twórczyni: od tej pory datuje się także wyrazista zmiana kierunku jej muzycznego rozwoju. Płyta, która pojawiła się na półkach w roku 2001 odzwierciedlała tę transformację: łatwo dostrzec w niej wpływy jazzu i muzyki akustycznej, czyli tych elementów stylu, jakie Eleanor McEvoy wypracowała na estradzie współpracując z Brianem Connorem. Nowa płyta, w nowej stylistyce, zdobyła artystce przychylność mediów muzycznych. Irlandzka prasa muzyczna opisała tę płytę McEvoy jako 'jej najlepszy album', 'akt odważnego odrzucenia tego, co przewidywalne', jako płytę 'podejmującą muzyczne wyzwania... i budującą piękny klimat', zaś recenzenci muzycznej prasy międzynarodowej prześcigali się w superlatywach. Wkrótce – Eleanor McEvoy wyruszyła w promocyjną trasę koncertową po Stanach Zjednoczonych i Wielkiej Brytanii, a w roku 2002 album Yola zdobył tytuł Płyty Roku przyznany przez prestiżowe czasopismo muzyczne Hi-Fi+ Magazine
W marcu 2004 ukazała się kolejna płyta artystki, zatytułowana Early Hours. Wyprodukowany przez Eleanor McEvoy i Briana Connora album zawierał utwory, w których McEvoy wystąpiła jako wokalistka, gitarzystka i skrzypaczka. Towarzyszyli artystce współproducent Brian Connor oraz muzycy Liam Bradlet, Calum McColl, Nicky Scott i Lindley Hamilton. Pod względem stylistycznym, płyta różniła się od poprzednich bluesowo-jazzowym brzmienem, cechującym większość kompozycji, jakie się na niej znalazły. Podobnie, jak w przypadku albumu Yola, także i teraz producenci zadbali o najwyższą jakość dźwięku: Early Hours był pierwszym albumem, przy produkcji którego wykorzystano najnowsze osiągnięcia techniki, nagrywając utwory w technologii 5.1 surround na nośniku Super Audio Compact Disc (Timex Technology). Płyta Early Hours została wybrana Najlepszym Albumem Współczesnym za lata 2004–2005 (Best Contemporary Album 2004–2005) w głosowaniu czytelników Irish Music Magazine.
Eleanor McEvoy koncertowała z Brianem Connorem do kwietnia 2005; wówczas to rozpoczęła cykl występów solowych, akompaniując sobie na gitarze basowej, gitarze elektrycznej, mandolinie i skrzypcach. Jej szósta płyta – Out There – zarejestrowana została w The Grange Studio w Norfolk. Ukazała się z początkiem roku 2007. Samodzielnie napisana, skomponowana i wyprodukowana, płyta zawierała utwory, w których Eleanor McEvoy wykonywała wszystkie partie wokalne i instrumentalne z wyjątkiem partii gitarowej w utworze Quote I Love You Unquote, nagranej przez Dave Rotheraya (ex-Beautiful South) i partii perkusyjnych w wykonaniu Liama Bradleya (Van Morrison, Ronan Keeting) w trzech utworach. McEvoy intensywnie promowała album dając koncerty w Wielkiej Brytanii, Irlandii, Hiszpanii oraz w Australii przez cały rok 2007 i pierwsze miesiące roku 2008. W roku 2007 album Out There przyniósł Eleanor McEvoy kolejną nagrodę Płyty Roku, przyznaną przez Hi-Fi+ Magazine.
W roku 2007 Eleanor McEvoy otrzymała nagrodę Best Traditional Act w ramach siódmej edycji ceremonii rozdania nagród Big Buzz Awards. O przyznaniu nagrody decyduje wyłącznie głosowanie publiczności, a sama instytucja Big Buzz Awards służy wyłanianiu wybitnych talentów i promowaniu szczególnych osiągnięć artystów irlandzkiej estrady.
Love Must Be Tough to siódmy już album Eleanor McEvoy. Wydana w roku 2008 płyta odchodzi od stylistyki albumów poprzednich, gdzie zarejestrowane utwory były zazwyczaj oryginalnymi dziełami artystki: w tym przypadku, połowa kompozycji na krążku wyszła spod piór innych artystów. Większość tych utworów stworzyli i wykonywali mężczyźni, lecz obiektem ich liryki jest kobieta. W kobiecym wykonaniu, przy minimalnych zmianach w warstwie tekstowej, znane piosenki okazują się opowiadać zgoła inne niż dotąd historie, dzięki czemu album angażuje słuchacza w interesującą grę genderowych przeciwstawieństw. Nagrany wraz z zespołem South King Street Band, zaaranżowany przez Petera Becketta, album Love Must Be Tough rozpoczyna się od utworu The Rolling Stones Mother’s Little Helper. Płytę otwiera znaczący wers "Jakże ciężko jest się starzeć" (“What A Drag It Is Getting Old”), który nadaje ton całemu zbiorowi. Utwór tytułowy, Love Must Be Tough, napisany przez McEvoy i legendę amerykańskiej muzyki Johnny’ego Riversa podczas całonocnej twórczej sesji w Killarney, to perełka amerykańskiego stylu Zachodniego Wybrzeża. Utwór z promującego płytę singla Old, New, Borrowed and Blue, autorstwa McEvoy i jej wieloletniego przyjaciela Dave’a Rotheraya (Beautiful South/Homespun) stanowi swoisty pastisz standardowej piosenki weselnej budowany na zasadzie krzywego zwierciadła, w którym bezkrytyczny optymizm stereotypowego myślenia o małżeństwie objawia się jako naiwny. Obok tego utworu, na płycie znalazła się jeszcze jedna piosenka tego autorskiego tandemu, The Night May Still Be Young, But I Am Not. Ostatecznie też rok 2008 przynosi Eleanor McEvoy trzecią już z kolei nagrodę Płyty Roku czasopisma Hi-Fi+ Magazine
Od stycznia do listopada 2008 roku Eleanor McEvoy koncertowała w Wielkiej Brytanii, Australii, Hiszpanii, Niemczech oraz w Irlandii; wystąpiła także kilkakrotnie na Dalekim Wschodzie i w kilku krajach europejskich. W czerwcu wzięła udział w koncercie w Glastonbury. We wrześniu artystka wystąpiła po raz pierwszy w Polsce, dając koncerty w ramach Festiwalu World Music Fusion Festival Euroszanty and Folk w Sosnowcu. Wkrótce później, także w listopadzie 2008 roku, artystka złożyła kolejną wizytę w Polsce, tym razem w celu dokonania nagrań do miniprojektu a cappella z polskim zespołem Banana Boat. 21 listopada utwór Easy In Love z albumu Love Must Be Tough ukazał się w wersji singlowej jako gest solidarności związany z niedawną wizytą Eleanor McEvoy w Ugandzie w ramach projektu irlandzkiej filii Oxfam.

## Dyskografia
- Love Must Be Tough – Moscodisc (MOSCD404), luty 2008 (producenci: Peter Beckett i Mick O'Gorman)
- Out There – Moscodisc (MOSACD 303), wrzesień 2006 (producenci: Mick O'Gorman i Eleanor McEvoy)
- Early Hours – Moscodisc / Market Square (MSM1SACD128), 2004 (producenci: Brian Connor i Eleanor McEvoy)
- Eleanor McEvoy Special Edition – Market Square (MSMCD127), 2003 {remasterowany album wydany przez Geffen (zob. poniżej) zawierający cztery dodatkowe utwory.} (producent: Pat Moran).
- Yola – Mosco (EMSACD1), 2001 (producenci: Eleanor McEvoy i Brian Connor).
- Snapshots – Columbia Records (CK494598.2), 1999 (producent: Rupert Hine)
- What's Following Me? – Columbia Records (484233.2), 1996 (producenci: Eleanor McEvoy i Kevin Moloney)
- Eleanor McEvoy – Geffen Records (GEFC/GEFD24606), 1993 (producent: Pat Moran). Album niedostępny w sprzedaży; zastąpiła go Edycja Specjalna (zob. powyżej)

## Muzyka filmowa
Filmy:
- Utwór Billa Whelana The Seabird w filmie Some Mother’s Son z Helen Mirren, reż. Terry George, scenariusz: Jim Sheridan i Terry George.
- Utwór Whisper a Prayer to the Moon w filmie The Nephew z Pierce’em Brosnanem, Donalem McCannem, Sinéad Cusack oraz Niallem Tobinem.
- Utwór I Hear You Breathing In w filmie How To Cheat In The Leaving Cert z Mickiem Lallym i Mary McEvoy.

Telewizja:
- Na ścieżce dźwiękowej serialu produkcji HBO pod tytułem Sześć stóp pod ziemią znalazł się utwór All I Have autorstwa Caroline Lavelle i Eleanor McEvoy.
- Utwór A Glass Unkissed z albumu Whats Following Me (1996) znalazł się na ścieżce dźwiękowej popularnego serialu produkcji ABC pod tytułem Clueless.
- Twórcy filmu dokumentalnego produkcji American Network PBS pod tytułem In Our Own Voice wykorzystali utwór Easy To Lose Hope z albumu Snapshots (1999). Wyprodukowany przez Ruperta Hine'a utwór poświęcony jest dziennikarce Veronice Guerin, która padła ofiarą morderstwa.
- Utwór All I Have z albumu Snapshots (1999) znalazł się na ścieżce dźwiękowej serialu ABC pod tytułem Tylko jedno życie.
- Utwór Only a Woman’s Heart został wykorzystany przez twórców serialu produkcji Irish Network RTE pod tytułem Glenroe.
- Utwór Days Roll By z albumu Early Hours (Moscodisc 2004) znalazł się na ścieżce dźwiękowej serialu Fair City, którego akcja osadzona jest w Dublinie.